# Buster Harding
Buster Lavere Harding (Ontario, 19 maart 1917 – New York, 14 november 1965) was een Canadese jazzpianist, -componist- en arrangeur van de swing.

## Biografie
Hij groeide op in Cleveland (Ohio) en studeerde autodidactisch en bij Joseph Schillinger in New York. Hij leidde vervolgens zijn eigen band in Cleveland, was bij Marion Sears en woonde een jaar in Canada, voordat hij in 1938 naar New York verhuisde. Daar was hij  van 1939 tot 1940 arrangeur en tweede pianist in de bigband van Teddy Wilson. Er volgden verbintenissen met Coleman Hawkins en Cab Calloway begin jaren 1940. Hij werkte vervolgens als freelance arrangeur voor onder meer Artie Shaw, Count Basie, Roy Eldridge, Dizzy Gillespie, Earl Hines, Glenn Miller, Tommy Dorsey en Jonah Jones en voor Billie Holiday (muzikaal directeur bij haar radio- en televisie-opnamen uit 1949). Hij componeerde met Earle Ronald Warren 9:20 special en met Dizzy Gillespie Confusion.

## Overlijden
Buster Harding overleed in november 1965 op 48-jarige leeftijd.